# Ежен Лудінс
Ежен Лудінс (23 березня 1904, Маріуполь — 1996, Нью-Йорк) — американський художник і академік.
Його картини знаходяться в колекції Музею мистецтв Вітні, демонструвалися на персональних виставках у Вудстоку, Нью-Йорк, Нью-Йорк, Музеї Дорського в SUNY в Нью-Пальц, Нью-Йорк, і Олбані, Нью-Йорк, а також в Айові .

## Початок кар'єри
Ежен Лудінс народився в Україні 22 березня 1904 року. Коли йому було кілька місяців, разом із батьками переїхав до Америки. Там пройшло його дитинство.
Лудінс відвідував Лігу студентів мистецтва. З 1928 по 1932 рік жив і працював у колонії художників Маверік у Вудстоку.
Ежен Лудінс був директором двох Федеральних мистецьких проектів з 1937 по 1939 рік
З 1941 по 1942 рік картина «Полювання на рибу Людена» виставлялася в Інституті мистецтв Чикаго, але не отримала жодної нагороди на щорічній виставці американського живопису .

## Друга світова війна і подальша кар'єра
У 40 років Ежен Лудінс пішов на військову службу; служив в американському Червоному Хресті під час Другої світової війни на Окінаві на Тихоокеанському театрі військових дій. «Його військовий досвід просочується в образи» його картин і малюнків, зазначив Арт Ролл .
4 липня 1948 року The New York Times оцінила його роботу.  The Times також відзначила персональну виставку його малюнків у 1958 році.
Лудінс багато років викладав в Університеті Айови, починаючи з 1948 року, поки не вийшов на пенсію в 1969 році Серед його численних студентів в У. Айови була Берта Розенбаум Голані . Він був одним із багатьох художників, які викладали мистецтво в Айові.
Навіть на пенсії Лудінс був наставником студентів мистецтва, в тому числі Сусану Торруеллу Леваль, директора El Museo del Barrio, та її чоловіка П'єра Леваля, який був федеральним суддею.

## Смерть і спадщина
Смол, його дружина, померла в 1992 році, і Лудінс створив вогнетривке сховище для своїх колективних творів мистецтва. Лудінс помер у 1996 році у віці 92 років
На початку 21 століття мистецтво Людіна, колись «покрите павутиною» отримало втрачене визнання, багато в чому завдяки роботам його старих друзів Левалів. Його фантастичне та сюрреалістичне мистецтво було забуте. Лише на початку 21 століття він знову отримав національне визнання, посмертно. У 2012 році в Художньому музеї Дорксі відбулася велика виставка його мистецтва під керівництвом Торруелли Леваль, яка отримала схвальні відгуки.